# دزموند تیترینگتون
دزموند تیتِرینگتون (انگلیسی: Desmond Titterington؛ زادهٔ ۱ مهٔ ۱۹۲۸ در کالترا، شهرستان داون، درگذشتهٔ ۱۳ آوریل ۲۰۰۲ در داندی) رانندهٔ مسابقات اتومبیل‌رانی فرمول یک اهل بریتانیا بود که در فصل ۱۹۵۶ در مجموع در یک گراند پری شرکت کرد، اما موفق به کسب هیچ امتیازی نشد.
تیترینگتون در ۱۳ آوریل ۲۰۰۲ در داندی درگذشت.